# Солнечные зайчики
Со́лнечные за́йчики  — анимационный сериал, созданный в Беларуси, потом выпускаемый студией компьютерной графики Animation cafe . Мультсериал состоит из шести сезонов, по 26 серий каждый. Седьмой сезон находится в разработке, его серии выходят на YouTube канале мультфильма.
Солнечные зайчики транслируются более чем в 160 странах мира.

## Сюжет
Солнечные зайчики — фантастические существа, которые живут на Солнце и прилетают на Землю через специальную тайную дверь. Перед тем, как покинуть свой жаркий мир, они надевают разноцветные теплые шубки из солнечного меха, чтобы не замёрзнуть. Солнечные Зайчики могут появиться везде, где есть солнечный свет. Но даже если темно, для них достаточно света Луны, звёзд, фонарика или даже свечки.
Солнечные Зайчики очень весёлые и любое скучное дело превращают в увлекательную игру, а любое место — в игровую площадку. Куда бы они ни попали: в парк, на стадион или в цирк, они тут же находят себе занятие и превращают его в весёлую возню. Зайчики могут озорничать, подшучивать друг над другом, иногда даже ссориться, но они всегда остаются друзьями и помогают друг другу в любых ситуациях. Они часто попадают в нелепые и смешные ситуации, но всегда находят решение любой, самой сложной проблемы, действуя как единая команда. Когда игра заканчивается, Солнечные Зайчики возвращаются домой, на Солнце. Но непоседы не могут долго оставаться на одном месте и скоро отправляются в новое путешествие.

## Персонажи

### Главные
- Турбо — лидер Солнечных Зайчиков. Турбо довольно самоуверенный и умный Зайчик. Часто именно он разрешает ситуации, созданные его озорными друзьями. Турбо умеет решать трудные задачи.
- Большой Бу — добрый, большой, сильный и неловкий Зайчик. Большой Бу всегда в хорошем настроении, особенно, если есть мороженое. Несмотря на свою любовь к сладкому, Бу занимается спортом, любит тяжёлую атлетику.
- Светик — милая, рассудительная  и очень эмоциональная девочка. Светик, как и её сестра, обожает наряжаться и прихорашиваться. Но если что-то идет не так, Светик сразу бросается в волнение.Она очень хорошая и правильная кокетка.
- Кузя — самый маленький и озорной Зайчик. Кузя очень шустрый и часто именно он оказывается в центре разных неприятностей, из которых друзья выручают непоседу.
- Ириска — умная, красивая и рассудительная. У Ириски есть сестра, Светик. Девочки почти всё стараются делать вместе. Ириска редко расстраивается, но если потеряется её любимый бантик, то она может очень рассердиться. Ириска любит придумывать игры и разбирается в магии.

### Второстепенные
- Серый Волк — появляется во втором сезоне сериала. Он прилетает на Землю с Луны, чтобы поймать и съесть Зайчиков. Серый Волк изобретателен и умён. Он всё время разрабатывает хитроумные планы, но часто сам попадается на свою же удочку. Главный антагонист мультсериала.
- Робот Смарти появляется в пятом сезоне сериала. Смарти аккуратный и пунктуальный робот, который следит за порядком и чистотой в Солнечном парке. Солнечные зайчики находят нового заботливого друга, у которого можно многому научиться.

## Список эпизодов
| Сезон | Сезон | Серии | Премьера            | Премьера               |
| Сезон | Сезон | Серии | Первая серия сезона | Последняя серия сезона |
| ----- | ----- | ----- | ------------------- | ---------------------- |
|       | 1     | 26    | 6 декабря 2015      | 6 декабря 2015         |
|       | 2     | 26    | 15 ноября 2016      | 22 июня 2017           |
|       | 3     | 26    | 10 августа 2017     | 16 ноября 2018         |
|       | 4     | 26    | 13 декабря 2018     | 17 декабря 2019        |
|       | 5     | 26    | 9 января 2020       | 24 декабря 2020        |
|       | 6     | 26    | 21 января 2021      | 3 февраля 2022         |
|       | 7     | 26    | 17 февраля 2022     |                        |

### Сезон 1
| № | № в сезоне | Название               | Режиссёр       | Автор сценария                                     | Дата премьеры  |
| --- | ---------- | ---------------------- | -------------- | -------------------------------------------------- | -------------- |
| 1 | 1          | «Карусель»             | Андрей Леденев | Андрей Леденев, Александр Ленкин, Андрей Толкачев  | 6 декабря 2015 |
| Солнечные Зайчики появляются в пустом парке развлечений и хотят покататься на своей любимой карусели с лошадками. |            |                        |                |                                                    |                |
| 2 | 2          | «Волшебная палочка»    | Андрей Леденев | Андрей Леденев, Александр Ленкин, Андрей Толкачев  | 6 декабря 2015 |
| Солнечные Зайчики появляются на арене цирка, где находят волшебную палочку. Зайчики учатся колдовать и узнают, что смех может снять любое заклинание. |            |                        |                |                                                    |                |
| 3 | 3          | «Концерт»              | Андрей Леденев | Андрей Леденев, Александр Ленкин, Андрей Толкачев  | 6 декабря 2015 |
| Симфонический концерт в исполнении Солнечных зайчиков превращается в озорную дискотеку. |            |                        |                |                                                    |                |
| 4 | 4          | «Кто быстрее»          | Андрей Леденев | Андрей Леденев, Александр Ленкин, Андрей Толкачев  | 6 декабря 2015 |
| Солнечные Зайчики появляются на легкоатлетическом стадионе, чтобы устроить свои собственные соревнования по бегу с препятствиями. |            |                        |                |                                                    |                |
| 5 | 5          | «Зайчики на Луне»      | Андрей Леденев | Андрей Леденев, Александр Ленкин, Андрей Толкачев  | 6 декабря 2015 |
| Солнечное затмение прерывает игру Зайчиков. Чтобы разгадать тайну, они срочно отправляются на Луну. |            |                        |                |                                                    |                |
| 6 | 6          | «Волшебный чемоданчик» | Андрей Леденев | Андрей Леденев, Александр Ленкин, Андрей Толкачев  | 6 декабря 2015 |
| Солнечные Зайчики снова в цирке, где Кузя попадает внутрь волшебного саквояжа. |            |                        |                |                                                    |                |
| 7 | 7          | «Светлячки»            | Андрей Леденев | Андрей Леденев, Александр Ленкин, Андрей Толкачев  | 6 декабря 2015 |
| Наступила ночь, и Солнечные Зайчики оказываются в темном парке. Тут они знакомятся со светлячками. |            |                        |                |                                                    |                |
| 8 | 8          | «Легкая атлетика»      | Андрей Леденев | Андрей Леденев, Александр Ленкин, Андрей Толкачев  | 6 декабря 2015 |
| Солнечные Зайчики попадают на стадион для новых состязаний. А главный приз - огромный торт. |            |                        |                |                                                    |                |
| 9 | 9          | «Прятки»               | Андрей Леденев | Андрей Леденев, Александр Ленкин, Андрей Толкачев  | 6 декабря 2015 |
| Солнечные зайчики затеяли игру в прятки прямо в музее. Они так увлекаются игрой, что разбивают ценную статую. |            |                        |                |                                                    |                |
| 10 | 10         | «День рождения»        | Андрей Леденев | Андрей Леденев, Александр Ленкин, Андрей Толкачев  | 6 декабря 2015 |
| Зайчики готовятся праздновать День рождения Светика и подготовили имениннице подарок - разноцветные воздушные шарики. Шариков оказывается слишком много, и Светик взлетает вместе с ними в небо. |            |                        |                |                                                    |                |
| 11 | 11         | «Кто там?»             | Андрей Леденев | Андрей Леденев, Александр Ленкин, Андрей Толкачев  | 6 декабря 2015 |
| Солнечные Зайчики никак не могут поделить между собой вкусное мороженое. Волшебные двери, которые открывают Зайчики, только добавляют разнообразия в погоне за лакомством. |            |                        |                |                                                    |                |
| 12 | 12         | «Поймай меня!»         | Андрей Леденев | Андрей Леденев, Александр Ленкин, Андрей Толкачев  | 6 декабря 2015 |
| Солнечные Зайчики очень любят играть в жмурки. Но в этот раз надоедливый липучий шарик портит им всю игру. |            |                        |                |                                                    |                |
| 13 | 13         | «Пойдем кататься!»     | Андрей Леденев | Андрей Леденев, Александр Ленкин, Андрей Толкачев  | 6 декабря 2015 |
| Солнечные Зайчики находят в парке монетку. Все хотят кататься на разных аттракционах, а монетка всего одна. |            |                        |                |                                                    |                |
| 14 | 14         | «Новый год»            | Андрей Леденев | Андрей Леденев, Александр Ленкин, Андрей Толкачев  | 6 декабря 2015 |
| Наступила зима, и Солнечные Зайчики появляются в заснеженном парке возле высокой красивой ели. Они никогда раньше не украшали новогоднюю ёлку, поэтому быстро принимаются за дело. |            |                        |                |                                                    |                |
| 15 | 15         | «Рыцарский турнир»     | Андрей Леденев | Андрей Леденев, Александр Ленкин, Андрей Толкачев  | 6 декабря 2015 |
| Солнечные Зайчики решили поиграть в средневековых рыцарей. Найденный волшебный шлем превращает одного из Зайчиков в злого и драчливого рыцаря. Друзья спешат на помощь, но никто не может победить «злодея». |            |                        |                |                                                    |                |
| 16 | 16         | «Заветные желания»     | Андрей Леденев | Андрей Леденев, Александр Ленкин, Андрей Толкачев  | 6 декабря 2015 |
| На парковой клумбе Солнечные Зайчики находят удивительный цветок, исполняющий любые желания. |            |                        |                |                                                    |                |
| 17 | 17         | «Как играть в теннис»  | Андрей Леденев | Андрей Леденев, Александр Ленкин, Андрей Толкачев  | 6 декабря 2015 |
| Солнечные Зайчики очень хотят научиться играть в теннис. Они старательно машут ракетками и изо всех сил бьют по мячику. Но вот с меткостью у них проблемы. Больше всех достается Зайчику-судье. В конце концов, он не выдерживает и сам берется за обучение своих друзей. |            |                        |                |                                                    |                |
| 18 | 18         | «Мыльные пузыри»       | Андрей Леденев | Андрей Леденев, Александр Ленкин, Андрей Толкачев  | 6 декабря 2015 |
| Солнечные Зайчики находят в парке баночки с мыльной пеной и тут же начинают выдувать пузыри. |            |                        |                |                                                    |                |
| 19 | 19         | «Цветомешалка»         | Андрей Леденев | Андрей Леденев, Александр Ленкин, Андрей Толкачев  | 6 декабря 2015 |
| Солнечные Зайчики снова в парке. Зайчики катаются на роликах, когда странный аттракцион в виде летающей тарелки перемешивает им все планы и… цвета. |            |                        |                |                                                    |                |
| 20 | 20         | «Чудо-кисточка»        | Андрей Леденев | Андрей Леденев, Александр Яковлев, Андрей Толкачев | 6 декабря 2015 |
| Солнечные Зайчики появляются в художественном музее и тут же принимаются рисовать свои собственные картины. Но их рисунки почему-то выглядят очень смешно. Но тут находится чудо-кисточка, которая может помочь создать шедевр. |            |                        |                |                                                    |                |
| 21 | 21         | «Выше всех»            | Андрей Леденев | Андрей Леденев, Александр Ленкин, Андрей Толкачев  | 6 декабря 2015 |
| Солнечные зайчики снова на стадионе. Они хотят выяснить, кто же из них прыгает выше всех. |            |                        |                |                                                    |                |
| 22 | 22         | «Жонглёр»              | Андрей Леденев | Андрей Леденев, Александр Ленкин, Андрей Толкачев  | 6 декабря 2015 |
| Солнечные зайчики отправляются в цирк, чтобы обучиться жонглированию. |            |                        |                |                                                    |                |
| 23 | 23         | «Селфи»                | Андрей Леденев | Андрей Леденев, Александр Ленкин, Андрей Толкачев  | 6 декабря 2015 |
| Солнечные Зайчики находят в парке необыкновенный фотоаппарат, который переносит внутрь телевизора все, что фотографирует. Конечно же любопытные Зайчики фотографируют себя и попадают в этот «заэкранный мир». |            |                        |                |                                                    |                |
| 24 | 24         | «Храбрый летчик»       | Андрей Леденев | Андрей Леденев, Александр Ленкин, Андрей Толкачев  | 6 декабря 2015 |
| У Большого Бу есть заветная мечта – он хочет стать летчиком. Его верные друзья изо всех сил помогают ему научиться летать. |            |                        |                |                                                    |                |
| 25 | 25         | «Фокус-покус»          | Андрей Леденев | Андрей Леденев, Александр Ленкин, Андрей Толкачев  | 6 декабря 2015 |
| Большой Бу решает устроить своим друзьям настоящее магическое представление. |            |                        |                |                                                    |                |
| 26 | 26         | «Сила волшебства»      | Андрей Леденев | Андрей Леденев, Александр Ленкин, Андрей Толкачев  | 6 декабря 2015 |
| В цирк приехал индийский факир-йог. Любопытные Солнечные Зайчики находят его магическую чалму и обнаруживают, что тот, кто ее надевает, может поднимать в воздух разные предметы. Зайчики начинают веселиться, поднимая все вещи на арене и своих друзей в придачу. Но неожиданно они обнаруживают, что волшебная чалма работает на батарейках. И эти батарейки совсем не новые. |            |                        |                |                                                    |                |

### Сезон 2
| № | № в сезоне | Название                                   | Режиссёр       | Автор сценария                                    | Дата премьеры   |
| --- | ---------- | ------------------------------------------ | -------------- | ------------------------------------------------- | --------------- |
| 27 | 1          | «Дело в шляпе»                             | Андрей Леденев | Андрей Леденев, Александр Ленкин, Андрей Толкачев | 15 ноября 2016  |
| Солнечные Зайчики появляются на аттракционе «Дикий Запад» и надевают ковбойские шляпы. Самый маленький Кузя выбирает самую большую и задирает нос от важности. Зайчики выполняют веселые задания и получают за это призы – шерифские звезды.                            |            |                                            |                |                                                   |                 |
| 28 | 2          | «Золотая клюшка»                           | Андрей Леденев | Андрей Леденев, Александр Ленкин, Андрей Толкачев | 24 ноября 2016  |
| Зайчики играют в гольф. К сожалению не все умеют правильно бить по мячу. Неумеха-Турбо находит волшебную клюшку, и она помогает ему закатывать мячики в лунки из любого положения.                                                                                      |            |                                            |                |                                                   |                 |
| 29 | 3          | «Как рассмешить друга»                     | Андрей Леденев | Андрей Леденев, Александр Ленкин, Андрей Толкачев | 1 декабря 2016  |
| У Ириски улетает любимый шарик и теряется вкусная конфета. Она льёт горькие слёзы, и ничто не может их остановить. Друзья всевозможными способами пытаются ее рассмешить.                                                                                               |            |                                            |                |                                                   |                 |
| 30 | 4          | «Сапоги-скороходы»                         | Андрей Леденев | Андрей Леденев, Александр Ленкин, Андрей Толкачев | 8 декабря 2016  |
| Солнечные Зайчики находят сапоги-скороходы. Нетерпеливый Большой Бу тут же решает их примерить. Удивительные сапоги носят Бу по парку с сумасшедшей скоростью, и он никак не может остановиться.                                                                        |            |                                            |                |                                                   |                 |
| 31 | 5          | «Машина времени»                           | Андрей Леденев | Андрей Леденев, Александр Ленкин, Андрей Толкачев | 15 декабря 2016 |
| Любопытный Турбо находит в музее старинные часы, которые могут останавливать время. |            |                                            |                |                                                   |                 |
| 32 | 6          | «Ушастая команда»                          | Андрей Леденев | Андрей Леденев, Александр Ленкин, Андрей Толкачев | 20 декабря 2016 |
| Солнечные Зайчики оказываются на баскетбольной площадке и как настоящие баскетболисты пытаются забросить мячики в кольцо. |            |                                            |                |                                                   |                 |
| 33 | 7          | «Обжора»                                   | Андрей Леденев | Андрей Леденев, Александр Ленкин, Андрей Толкачев | 5 января 2017   |
| Большой Бу узнаёт, что случается с теми, кто ест слишком много сладостей. |            |                                            |                |                                                   |                 |
| 34 | 8          | «Неуловимый торт»                          | Андрей Леденев | Андрей Леденев, Александр Ленкин, Андрей Толкачев | 2 февраля 2017  |
| Солнечные Зайчики прибегают в парковое кафе, где можно заказать любимые лакомства. Турбо выбирает самый вкусный торт. Но оказывается, что именно этот торт хотят все его друзья.                                                                                        |            |                                            |                |                                                   |                 |
| 35 | 9          | «Волшебное зеркало»                        | Андрей Леденев | Андрей Леденев, Александр Ленкин, Андрей Толкачев | 9 февраля 2017  |
| Кузе очень скучно играть в одиночку. Но он находит волшебное зеркало, из которого выпрыгивают Кузины двойники, но ведут себя совсем не по-дружески. На помощь как всегда приходят верные друзья.                                                                        |            |                                            |                |                                                   |                 |
| 36 | 10         | «Футбольная команда»                       | Андрей Леденев | Андрей Леденев, Александр Ленкин, Андрей Толкачев | 16 февраля 2017 |
| Солнечные Зайчики очень любят мороженое. Но у них нет тарелки для любимого лакомства. Зайчики решают выиграть кубок в сложной игре и использовать его... в качестве тарелки.                                                                                            |            |                                            |                |                                                   |                 |
| 37 | 11         | «Волк с луны»                              | Андрей Леденев | Андрей Леденев, Александр Ленкин, Андрей Толкачев | 23 февраля 2017 |
| Оказывается, что яркие и веселые Солнечные Зайчики не единственные существа во Вселенной. Недалеко от Земли, на Луне, живет Серый Волк, который очень давно охотится на Зайчиков. Загрузив в космическую ракету все свои охотничьи принадлежности, Волк летит на охоту. |            |                                            |                |                                                   |                 |
| 38 | 12         | «Колдовское зелье»                         | Андрей Леденев | Андрей Леденев, Александр Ленкин, Андрей Толкачев | 2 марта 2017    |
| Светик и Ириска готовят волшебное зелье и просят Турбо, Кузю и Большого Бу попробовать волшебный напиток. |            |                                            |                |                                                   |                 |
| 39 | 13         | «Карусель-ловушка»                         | Андрей Леденев | Андрей Леденев, Александр Ленкин, Андрей Толкачев | 9 марта 2017    |
| Серый Волк готовит хитроумную ловушку для поимки Солнечных зайчиков. Его план состоит в том, чтобы заманить зайчиков на их любимую карусель и съесть. |            |                                            |                |                                                   |                 |
| 40 | 14         | «Лабиринт»                                 | Андрей Леденев | Андрей Леденев, Александр Ленкин, Андрей Толкачев | 16 марта 2017   |
| Солнечные зайчики попадают в таинственный лабиринт, в котором обитает страшное чудище Минотавр. Зайчики преодолевают разные преграды и избегают хитрых ловушек. |            |                                            |                |                                                   |                 |
| 41 | 15         | «Как приготовить бургер»                   | Андрей Леденев | Андрей Леденев, Александр Ленкин, Андрей Толкачев | 23 марта 2017   |
| Серый Волк разработал сложнейший план и построил специальный аппарат по изготовлению бургеров из зайчиков! Но, как всегда, что-то пошло не так. |            |                                            |                |                                                   |                 |
| 42 | 16         | «Страйк»                                   | Андрей Леденев | Андрей Леденев, Александр Ленкин, Андрей Толкачев | 30 марта 2017   |
| Солнечные зайчики играют в боулинг. И жевательная резинка оказывается неожиданно полезной в этой игре. |            |                                            |                |                                                   |                 |
| 43 | 17         | «Мелкий пакостник»                         | Андрей Леденев | Андрей Леденев, Александр Ленкин, Андрей Толкачев | 6 апреля 2017   |
| Солнечные зайчики решают поиграть в дартс. Главный приз для победителя - огромный шоколадный торт. Кузя все время мешает своим друзьям попасть в мишень. |            |                                            |                |                                                   |                 |
| 44 | 18         | «Желторотики»                              | Андрей Леденев | Андрей Леденев, Александр Ленкин, Андрей Толкачев | 13 апреля 2017  |
| Этим утром зайчики не дают Серому Волку спокойно позавтракать. И тогда рассерженный Волк достаёт из своего походного чемодана необычные заряды для ружья и стреляет в надоедливых зайчиков. Волшебные пули превращают зайчиков в яйца!                                  |            |                                            |                |                                                   |                 |
| 45 | 19         | «Новый уровень»                            | Андрей Леденев | Андрей Леденев, Александр Ленкин, Андрей Толкачев | 20 апреля 2017  |
| Солнечные зайчики играют в свою любимую компьютерную игру и уже готовы перейти на следующий уровень, как вдруг появляется Серый Волк. Их невероятная погоня заканчивается поломкой компьютера, и парк превращается в продолжение компьютерной игры.                     |            |                                            |                |                                                   |                 |
| 46 | 20         | «Сладкий сон»                              | Андрей Леденев | Андрей Леденев, Андрей Толкачев                   | 27 апреля 2017  |
| Большой Бу ждёт друзей, чтобы отпраздновать свой день рождения. Но друзья как всегда опаздывают, и Бу засыпает, не дождавшись гостей. |            |                                            |                |                                                   |                 |
| 47 | 21         | «Первая ракетка»                           | Андрей Леденев | Андрей Леденев, Андрей Толкачев                   | 11 мая 2017     |
| Солнечные зайчики решили поиграть в пинг-понг. Только Кузе не досталось пары. |            |                                            |                |                                                   |                 |
| 48 | 22         | «Невероятная машина»                       | Андрей Леденев | Андрей Леденев, Андрей Толкачев                   | 18 мая 2017     |
| Солнечные зайчики опять оказываются в цирке. В этот раз на цирковой арене стоит какой-то странный и непонятный аппарат. Турбо тут же собирается выяснить, как он работает, и начинает нажимать на все кнопки подряд.                                                    |            |                                            |                |                                                   |                 |
| 49 | 23         | «Ковер-самолёт»                            | Андрей Леденев | Андрей Леденев, Андрей Толкачев                   | 26 мая 2017     |
| В парке развлечений появился новый аттракцион - ковер-самолёт. Зайчики начали кататься на новой карусели. А Большой Бу, которому не хватило места, нашел настоящий Ковер-самолёт.                                                                                       |            |                                            |                |                                                   |                 |
| 50 | 24         | «Крепкий орешек»                           | Андрей Леденев | Андрей Леденев, Андрей Толкачев                   | 8 июня 2017     |
| Зайчики находят новый аттракцион - силомер. Кто сильнее ударит молотком по наковальне, получит приз - большой и вкусный орех. Большому Бу удается заполучить орех, но его надо расколоть.                                                                               |            |                                            |                |                                                   |                 |
| 51 | 25         | «Большое мороженое для маленького зайчика» | Андрей Леденев | Андрей Леденев, Александр Ленкин, Андрей Толкачев | 13 июня 2017    |
| Перед Кузей стоит сложный выбор - маленькое мороженое здесь и сейчас или огромное там, на вершине горы? Кузя выбирает самое большое и вкусное. |            |                                            |                |                                                   |                 |
| 52 | 26         | «Фото на память»                           | Андрей Леденев | Андрей Леденев, Андрей Толкачев                   | 22 июня 2017    |
| Солнечные зайчики веселятся фотографируясь в фотобудке. |            |                                            |                |                                                   |                 |

### Сезон 3
| № | № в сезоне | Название                           | Режиссёр                       | Автор сценария                                    | Дата премьеры    |
| --- | ---------- | ---------------------------------- | ------------------------------ | ------------------------------------------------- | ---------------- |
| 53 | 1          | «Стирательная резинка»             | Андрей Леденев                 | Андрей Леденев, Александр Ленкин, Андрей Толкачев | 10 августа 2017  |
| Ириска устраивает урок магических превращений. Солнечные зайчики старательно повторяют волшебные движения своего учителя, и только у невнимательного Кузи получается очень странный предмет - необычная стирательная резинка. |            |                                    |                                |                                                   |                  |
| 54 | 2          | «Гонки»                            | Андрей Леденев                 | Андрей Леденев, Александр Ленкин, Андрей Толкачев | 14 сентября 2017 |
| Солнечные зайчики превращаются в водителей блестящих гоночных автомобилей и устраивают настоящее состязание. Неугомонный Серый Волк, который в очередной раз пытается поймать зайчиков, невольно становится участником этой гонки. |            |                                    |                                |                                                   |                  |
| 55 | 3          | «Пиньята»                          | Андрей Леденев                 | Андрей Леденев, Александр Ленкин, Андрей Толкачев | 28 сентября 2017 |
| Солнечные зайчики появляются посреди красочного мексиканского праздника. Главная забава карнавала - большая разноцветная пиньята, внутри которой много всяких сладостей. Но чтобы получить желанное угощение зайчикам нужно разбить уворотливую пиньяту. |            |                                    |                                |                                                   |                  |
| 56 | 4          | «Бумеранг»                         | Андрей Леденев                 | Андрей Леденев, Александр Ленкин, Андрей Толкачев | 2 ноября 2017    |
| Бу хочет поиграть со своими друзьями во все игры сразу. Но все идет наперекосяк: то ракетка не слушается, то мячик улетает. С таким неловким партнёром никто играть не хочет. Но Бу находит новую игрушку, с которой можно развлекаться и самому. Однако теперь друзья Большого Бу тоже хотят поиграть с ней.                                                  |            |                                    |                                |                                                   |                  |
| 57 | 5          | «Пончики - ниндзя»                 | Андрей Леденев                 | Андрей Леденев, Сергей Гашников, Андрей Толкачев  | 16 ноября 2017   |
| Ириска и Светик решили испечь пончики, а нетерпеливые мальчишки не могут дождаться, когда же угощение будет готово. Мальчишки норовят стащить неготовые пончики раньше времени. Но девочки не дают себя в обиду и демонстрируют маленьким озорникам настоящее мастерство древних поваров - ниндзя.                                                             |            |                                    |                                |                                                   |                  |
| 58 | 6          | «Сделай сам»                       | Андрей Леденев                 | Андрей Леденев, Сергей Гашников, Андрей Толкачев  | 7 декабря 2017   |
| Любопытные Солнечные зайчики катаются в парке на велосипедах. Они обнаруживают огромную коробку с набором деталей для постройки вертолёта. Не тратя времени на изучение скучной инструкции, друзья пытаются построить вертолёт. |            |                                    |                                |                                                   |                  |
| 59 | 7          | «Вперед за новогодними подарками!» | Андрей Леденев                 | Андрей Леденев, Сергей Гашников, Андрей Толкачев  | 21 декабря 2017  |
| Наступает долгожданное Рождество, и Солнечные зайчики не могут дождаться подарков. Но подарки оказываются под ёлкой посреди катка, покрытого скользким льдом. |            |                                    |                                |                                                   |                  |
| 60 | 8          | «Шляпа-невидимка»                  | Андрей Леденев                 | Андрей Леденев, Сергей Гашников, Андрей Толкачев  | 18 января 2018   |
| Солнечные зайчики снова появляются на арене цирка. Кузя находит шапку-невидимку и начинает дурачиться и дразнить друзей. Зайчики пытаются поймать невидимого забияку. |            |                                    |                                |                                                   |                  |
| 61 | 9          | «Что посеешь, то и пожнешь»        | Андрей Леденев                 | Андрей Леденев, Сергей Гашников, Андрей Толкачев  | 1 февраля 2018   |
| Солнечные зайчики появляются на загородной ферме. Они находят семена различных растений и решают вырастить самый богатый урожай во всем округе. |            |                                    |                                |                                                   |                  |
| 62 | 10         | «День Святого Валентина»           | Андрей Леденев                 | Андрей Леденев, Сергей Гашников, Андрей Толкачев  | 13 февраля 2018  |
| Друзья украшают уютную лесную полянку ко дню Св. Валентина. |            |                                    |                                |                                                   |                  |
| 63 | 11         | «Кто сильнее?»                     | Андрей Леденев                 | Андрей Леденев, Сергей Гашников, Андрей Толкачев  | 1 марта 2018     |
| Большой Бу и Кузя на спортивной площадке. Друзья тренируются, чтобы поднять тяжелую штангу. |            |                                    |                                |                                                   |                  |
| 64 | 12         | «Герой матраса»                    | Андрей Леденев                 | Андрей Леденев, Сергей Гашников, Андрей Толкачев  | 22 марта 2018    |
| Солнечные зайчики надувают большой резиновый матрас и прыгают на нем. |            |                                    |                                |                                                   |                  |
| 65 | 13         | «Пасхальный зайчик»                | Андрей Леденев                 | Андрей Леденев, Сергей Гашников, Андрей Толкачев  | 29 марта 2018    |
| Приближается праздник Пасхи. Солнечные зайчики украшают свою любимую полянку и разукрашивают пасхальные яйца. |            |                                    |                                |                                                   |                  |
| 66 | 14         | «Веселая игра»                     | Андрей Леденев                 | Андрей Леденев, Сергей Гашников, Андрей Толкачев  | 12 апреля 2018   |
| Турбо появляется на бейсбольной площадке. Он хочет поиграть, но еще никого нет. И тут Турбо обнаруживает механического питчера и начинает играть с ним. |            |                                    |                                |                                                   |                  |
| 67 | 15         | «Покатушки»                        | Андрей Леденев                 | Андрей Леденев, Сергей Гашников, Андрей Толкачев  | 27 апреля 2018   |
| Сегодня День рождения Кузи. Солнечные зайчики приготовили ему подарок - новенький супер-скейт. |            |                                    |                                |                                                   |                  |
| 68 | 16         | «Кукла»                            | Андрей Леденев                 | Андрей Леденев, Сергей Гашников, Андрей Толкачев  | 17 мая 2018      |
| Светик и Ириска наряжают свою любимую куклу. А в это время мальчишки тестирую ракету, и Кузя берёт куклу девочек в качестве пилота. |            |                                    |                                |                                                   |                  |
| 69 | 17         | «Невероятный матч»                 | Андрей Леденев                 | Андрей Леденев, Сергей Гашников, Андрей Толкачев  | 7 июня 2018      |
| Солнечные зайчики собираются поиграть в настольную игру “Футбол”, но волшебным образом оказываются на настоящем футбольном поле. |            |                                    |                                |                                                   |                  |
| 70 | 18         | «Свет! Камера! Начали!»            | Андрей Леденев                 | Андрей Леденев, Сергей Гашников, Андрей Толкачев  | 28 июня 2018     |
| Солнечные зайчики снимают фильм про Красную шапочку. |            |                                    |                                |                                                   |                  |
| 71 | 19         | «Ура, мы едем на море!»            | Андрей Леденев                 | Андрей Леденев, Сергей Гашников, Андрей Толкачев  | 19 июля 2018     |
| Солнечные зайчики собираются на отдых и пакуют чемоданы. Кузин мячик не помещается ни в один чемодан и он вынужден оставить любимую игрушку. Однако оказывается, что это даже к лучшему. |            |                                    |                                |                                                   |                  |
| 72 | 20         | «Приятного аппетита»               | Андрей Леденев                 | Андрей Леденев, Сергей Гашников, Андрей Толкачев  | 2 августа 2018   |
| Солнечные зайчики собираются на отдых и пакуют чемоданы. Кузин мячик не помещается ни в один чемодан и он вынужден оставить любимую игрушку. Однако оказывается, что это даже к лучшему. |            |                                    |                                |                                                   |                  |
| 73 | 21         | «Царь-рыба»                        | Андрей Леденев                 | Андрей Леденев, Сергей Гашников, Андрей Толкачев  | 23 августа 2018  |
| Солнечные зайчики появляются в аквапарке. Турбо играет в рыбака, девочки принимают солнечные ванны, а Кузя и Большой Бу надувают воздушные шарики. Идиллию нарушает огромная, непонятно откуда взявшаяся Царь-рыба! |            |                                    |                                |                                                   |                  |
| 74 | 22         | «Непутевый волшебник»              | Андрей Леденев                 | Андрей Леденев, Сергей Гашников, Андрей Толкачев  | 13 сентября 2018 |
| Солнечные зайчики появляются в сувенирной лавке, где находят волшебную палочку, которая способна оживить любой предмет. Теперь все товары из лавки весело прыгают и скачут. Но игрушечная челюсть начинает гоняться за проказниками. Однако Зайчики находят способ подружиться с пластмассовым забиякой.                                                       |            |                                    |                                |                                                   |                  |
| 75 | 23         | «Танцуй-танцуй!»                   | Андрей Леденев                 | Андрей Леденев, Сергей Гашников, Андрей Толкачев  | 28 сентября 2018 |
| Солнечные зайчики очень любят прыгать и танцевать. Поначалу у них получается не очень хорошо. Но это не страшно, они быстро учатся, особенно с помощью специального танцевального тренажера. Это занятие так нравится маленьким танцовщикам, что даже старинный граммофон они превращают в машину для веселых танцев.                                          |            |                                    |                                |                                                   |                  |
| 76 | 24         | «Хватайка»                         | Андрей Леденев                 | Андрей Леденев, Сергей Гашников, Андрей Толкачев  | 11 октября 2018  |
| Солнечные зайчики играют с фрисби. Кузя находит автомат с игрушками, но оказывается, что играть с целой кучей игрушек одному - это очень скучно. |            |                                    |                                |                                                   |                  |
| 77 | 25         | «Сова и жаворонок»                 | Андрей Леденев                 | Андрей Леденев, Сергей Гашников, Андрей Толкачев  | 25 октября 2018  |
| Рано утром Кузя и Большой Бу появляются в парке. Кузя рвется играть и всеми способами пытается привлечь друга, но Большой Бу норовит прилечь и продолжить свой сладкий сон. Когда Бу наконец просыпается, то находит дремлющего Кузю. У друзей никак не получается поиграть вместе.                                                                            |            |                                    |                                |                                                   |                  |
| 78 | 26         | «Magic Pop»                        | Андрей Леденев, Марина Карпова | Андрей Леденев, Сергей Гашников, Андрей Толкачев  | 16 ноября 2018   |
| Солнечные зайчики очень быстрые. За одну минуту они успевают поменять сто разных занятий: попрыгать, залезть в космическую ракету, поиграть в компьютерную игру. И только неторопливый Большой Бу не поспевает за друзьями. Из-за его неуклюжести Солнечные зайчики попадают внутрь компьютера. И теперь Бу должен победить в игре, чтобы спасти своих друзей. |            |                                    |                                |                                                   |                  |

### Сезон 4
| № | № в сезоне | Название                      | Режиссёр                       | Автор сценария                                   | Дата премьеры    |
| --- | ---------- | ----------------------------- | ------------------------------ | ------------------------------------------------ | ---------------- |
| 79 | 1          | «Как спасти принцессу»        | Андрей Леденев, Марина Карпова | Андрей Леденев, Сергей Гашников, Андрей Толкачев | 13 декабря 2018  |
| По нелепой случайности Светик оказывается на вершине высокой башни замка, как средневековая принцесса. Солнечные зайчики пытаются добраться до нее разными способами. Когда зайчикам удалось спасти принцессу, на вершину башни попадает Ириска, и теперь нужно спасать ее.                                         |            |                               |                                |                                                  |                  |
| 80 | 2          | «Новогоднее представление»    | Андрей Леденев, Марина Карпова | Андрей Леденев, Сергей Гашников, Андрей Толкачев | 22 декабря 2018  |
| Солнечные зайчики попадают на новогоднюю сцену. Зайчики увлеченно поют, но Кузя откровенно скучает. С помощью диджейского пульта Кузя превращает песню друзей в веселую новогоднюю суматоху. |            |                               |                                |                                                  |                  |
| 81 | 3          | «Классики»                    | Андрей Леденев, Марина Карпова | Андрей Леденев, Сергей Гашников, Андрей Толкачев | 10 января 2019   |
| Светик и Ириска играют в классики. Большой Бу хочет к ним присоединиться, и девочки учат Бу новой игре. |            |                               |                                |                                                  |                  |
| 82 | 4          | «Время мультиков!»            | Андрей Леденев, Марина Карпова | Андрей Леденев, Сергей Гашников, Андрей Толкачев | 24 января 2019   |
| Солнечные зайчики собираются возле телевизора, чтобы посмотреть новую серию про цирковое представление. Друзья никак не могут поделить самое удобное место перед экраном. Каждый хочет усесться поближе. Но они не догадываются, что Солнечные зайчики в телевизоре тоже наблюдают за их представлением в парке.    |            |                               |                                |                                                  |                  |
| 83 | 5          | «Валентинов клад»             | Андрей Леденев, Марина Карпова | Андрей Леденев, Сергей Гашников, Андрей Толкачев | 15 февраля 2019  |
| Солнечные зайчики находят карту. Красное сердечко указывает место, где зарыт клад. Зайчики так хотят его найти, что в нетерпении разрывают карту на кусочки и отправляются на поиски клада по раздельности. Но найти спрятанное сокровище у них получается только объединившись в одну команду.                     |            |                               |                                |                                                  |                  |
| 84 | 6          | «Воздушный змей и зайцы»      | Андрей Леденев, Марина Карпова | Андрей Леденев, Сергей Гашников, Андрей Толкачев | 28 февраля 2019  |
| Кузя носится по парку на любимом скейте и мешает друзьям заниматься своими делами. Маленького сорванца останавливает удивительная находка - воздушный змей. Но новый друг оказывается таким же энергичным и непоседливым. И Кузя вместе с воздушным змеем с удвоенной энергией устраивает переполох среди зайчиков. |            |                               |                                |                                                  |                  |
| 85 | 7          | «НЛО»                         | Андрей Леденев, Марина Карпова | Андрей Леденев, Сергей Гашников, Андрей Толкачев | 14 марта 2019    |
| На Землю прилетает космической гость - летающая тарелка, которая ворует у зайчиков морковки. Для чего же они ей нужны? Зайчики собираются это выяснить и наказать незваного воришку, как вдруг открывают его тайну.                                                                                                 |            |                               |                                |                                                  |                  |
| 86 | 8          | «Снеговик»                    | Андрей Леденев, Марина Карпова | Андрей Леденев, Сергей Гашников, Андрей Толкачев | 28 марта 2019    |
| Зима в самом разгаре, и Солнечные зайчики устраивают настоящее снежное сражение. Они с удовольствием бросаются снежками, пока случайно не оживляют Снеговика. Стоит ли Солнечным зайчикам его бояться? Но оказывается, что с новым игроком игра в снежки становится еще веселее.                                    |            |                               |                                |                                                  |                  |
| 87 | 9          | «Почтальоны»                  | Андрей Леденев, Марина Карпова | Андрей Леденев, Сергей Гашников, Андрей Толкачев | 11 апреля 2019   |
| Солнечные зайчики хотят определить, кто из них самый быстрый почтальон на свете. Кто первым доставит письмо в почтовый ящик, тот получит главный приз. Но оказывается, что скорость не всегда решающий фактор. |            |                               |                                |                                                  |                  |
| 88 | 10         | «Как починить радугу»         | Андрей Леденев, Марина Карпова | Андрей Леденев, Сергей Гашников, Андрей Толкачев | 25 апреля 2019   |
| Яркая радуга в небе очень нравится Солнечным зайчикам. Она такая легкая и разноцветная, но хрупкая. И если быть неосторожным, то можно ее разломать. К сожалению, так и произошло, когда Турбо и Большой Бу играли в футбол.                                                                                        |            |                               |                                |                                                  |                  |
| 89 | 11         | «Всезнайка»                   | Андрей Леденев, Марина Карпова | Андрей Леденев, Сергей Гашников, Андрей Толкачев | 9 мая 2019       |
| Все знают, что в умных книгах можно найти ответ на любой вопрос. Например, как решить любую трудную головоломку или сложить пазл. Но Солнечные зайчики думают, что знают, как решить головоломки, даже не открывая эти умные книги.                                                                                 |            |                               |                                |                                                  |                  |
| 90 | 12         | «Урок зоологии»               | Андрей Леденев, Марина Карпова | Андрей Леденев, Сергей Гашников, Андрей Толкачев | 23 мая 2019      |
| Солнечные зайчики решили провести урок зоологии. Кузя уверен, что рыбы умеют летать и живут на небе, а не в воде. |            |                               |                                |                                                  |                  |
| 91 | 13         | «Маленькие лентяи»            | Андрей Леденев, Марина Карпова | Андрей Леденев, Сергей Гашников, Андрей Толкачев | 6 июня 2019      |
| Девочки собирают ягоды, а Большой Бу, Кузя и Турбо бездельничают и готовы пойти на любые уловки, даже притвориться больными, чтобы не работать. Но Ириска и Светик находят способ заставить лентяев заняться делом.                                                                                                 |            |                               |                                |                                                  |                  |
| 92 | 14         | «Как разделить апельсин»      | Андрей Леденев, Марина Карпова | Андрей Леденев, Сергей Гашников, Андрей Толкачев | 20 июня 2019     |
| Солнечные зайчики находят вкусный и сочный апельсин. Но зайчиков много, а апельсин один. Друзья находят способ разделить апельсин на всех и не поругаться при этом. |            |                               |                                |                                                  |                  |
| 93 | 15         | «Крутые виражи»               | Андрей Леденев, Марина Карпова | Андрей Леденев, Сергей Гашников, Андрей Толкачев | 4 июля 2019      |
| Солнечные зайчики собираются покататься с огромной горки, но сначала на нее надо взобраться. Зайчики находят решение. |            |                               |                                |                                                  |                  |
| 94 | 16         | «Как нарисовать картину»      | Андрей Леденев, Марина Карпова | Андрей Леденев, Сергей Гашников, Андрей Толкачев | 18 июля 2019     |
| Солнечные зайчики отправляются рисовать красивые пейзажи, как настоящие художники. У каждого есть свой любимый цвет, но в результате рисунки получаются очень простыми и одноцветными. В итоге друзья рисуют красочную картину все вместе.                                                                          |            |                               |                                |                                                  |                  |
| 95 | 17         | «Пчела Бу»                    | Андрей Леденев, Марина Карпова | Андрей Леденев, Сергей Гашников, Андрей Толкачев | 1 августа 2019   |
| Солнечные зайчики садятся есть печенье с медом, но весь мед съедает Большой Бу. Теперь Бу должен найти способ раздобыть меда у пчел. |            |                               |                                |                                                  |                  |
| 96 | 18         | «Большая паровозная карусель» | Андрей Леденев, Марина Карпова | Андрей Леденев, Сергей Гашников, Андрей Толкачев | 15 августа 2019  |
| Большой Бу находит старый паровоз в самом дальнем уголке парка и начинает игру в настоящего машиниста. Солнечные зайчики присоединяются, и все вместе создают новую карусель. |            |                               |                                |                                                  |                  |
| 97 | 19         | «Легкая работенка»            | Андрей Леденев, Марина Карпова | Андрей Леденев, Сергей Гашников, Андрей Толкачев | 29 августа 2019  |
| В парке открылось новое кафе. И Турбо решает попробовать себя в роли официанта. Но работа оказывается не такой простой, как ему казалось. |            |                               |                                |                                                  |                  |
| 98 | 20         | «Новые кроссовки для регби»   | Андрей Леденев, Марина Карпова | Андрей Леденев, Сергей Гашников, Андрей Толкачев | 19 сентября 2019 |
| Солнечные Зайчики играют в регби. Турбо находит новенькие белоснежные кроссовки, и перед ним встает вопрос: побегать с друзьями по грязному полю или сохранить белизну своей новых кроссовок. В итоге Турбо решает в пользу игры и друзей.                                                                          |            |                               |                                |                                                  |                  |
| 99 | 21         | «Солнечная зарядка»           | Андрей Леденев, Марина Карпова | Андрей Леденев, Сергей Гашников, Андрей Толкачев | 3 октября 2019   |
| Солнечные Зайчики просыпаются рано и приступают к зарядке. Это совсем не радует соню Бу, и он придумывает способ как обмануть друзей и спокойно поспать. |            |                               |                                |                                                  |                  |
| 100 | 22         | «Крепкий орешек 2»            | Андрей Леденев, Марина Карпова | Андрей Леденев, Сергей Гашников, Андрей Толкачев | 18 октября 2019  |
| Солнечные зайчики находят большую корзину вкусных фруктов и овощей. Среди них огромный кокосовый орех. Зайчики ищут способ расколоть орех. |            |                               |                                |                                                  |                  |
| 101 | 23         | «Веселый Хэллоуин»            | Андрей Леденев, Марина Карпова | Андрей Леденев, Сергей Гашников, Андрей Толкачев | 31 октября 2019  |
| Солнечные зайчики готовятся к Хеллоуину. Кузя надевает костюм летучей мыши и бежит пугать своих друзей. Он старается изо всех сил, но друзья только смеются над его попытками. Однако Кузя все-таки находит способ напугать друзей.                                                                                 |            |                               |                                |                                                  |                  |
| 102 | 24         | «Солнечный урожай»            | Андрей Леденев, Марина Карпова | Андрей Леденев, Сергей Гашников, Андрей Толкачев | 14 ноября 2019   |
| Солнечные зайчики находят высокое яблоневое дерево. Друзья пытаются собрать яблоки, особенно сложно достать до самых верхних веток. Но Зайчики справляются и с этой задачей. |            |                               |                                |                                                  |                  |
| 103 | 25         | «День Благодарения»           | Андрей Леденев, Марина Карпова | Андрей Леденев, Сергей Гашников, Андрей Толкачев | 28 ноября 2019   |
| Солнечные зайчики собрали богатый урожай овощей и фруктов. Теперь они с больших воодушевлением готовятся к ярмарке. Ведь День благодарения уже близко. Зайчики украшают праздничный стол. Они строят сложные фигуры из овощей и фруктов. Но все портит вечно голодный Бу.                                           |            |                               |                                |                                                  |                  |
| 104 | 26         | «Новогодние носки»            | Андрей Леденев, Марина Карпова | Андрей Леденев, Сергей Гашников, Андрей Толкачев | 17 декабря 2019  |
| Приближается Рождество и Новый год. Друзья ждут подарков, которые должны появиться в новогодних носках. Но из-за одной Кузиной проделки носки оживают и разбегаются. Кузе приходится догонять и ловить носки, чтобы успеть вернуть их на место вовремя.                                                             |            |                               |                                |                                                  |                  |

### Сезон 5
| № | № в сезоне | Название                 | Режиссёр                       | Автор сценария                                   | Дата премьеры    |
| --- | ---------- | ------------------------ | ------------------------------ | ------------------------------------------------ | ---------------- |
| 105 | 1          | «Почему без шапки?»      | Андрей Леденев, Марина Карпова | Андрей Леденев, Сергей Гашников, Андрей Толкачев | 9 января 2020    |
| На улице холодно. Но это не беда, если есть теплая одежда. Но заставить непослушных мальчишек надеть шапки, шарфы и варежки - очень сложная задача для Светика и Ириски. |            |                          |                                |                                                  |                  |
| 106 | 2          | «Веселые циркачи»        | Андрей Леденев, Марина Карпова | Андрей Леденев, Сергей Гашников, Андрей Толкачев | 23 января 2020   |
| Солнечные Зайчики едут выступать в цирке. Но по дороге их автомобиль ломается. |            |                          |                                |                                                  |                  |
| 107 | 3          | «Человек- оркестр»       | Андрей Леденев, Марина Карпова | Андрей Леденев, Сергей Гашников, Андрей Толкачев | 6 февраля 2020   |
| Солнечные Зайчики собираются сыграть в стиле кантри. И конечно же непоседа Кузя хочет сыграть на всех музыкальных инструментах сразу. И на барабане, и на банджо, и на губной гармошке. |            |                          |                                |                                                  |                  |
| 108 | 4          | «Лучший повар»           | Андрей Леденев, Марина Карпова | Андрей Леденев, Сергей Гашников, Андрей Толкачев | 20 февраля 2020  |
| Солнечные Зайчики приезжают на чемпионат мира по поварскому искусству, чтобы посоревноваться за звание самого лучшего повара. |            |                          |                                |                                                  |                  |
| 109 | 5          | «Спасти арбуз»           | Андрей Леденев, Марина Карпова | Андрей Леденев, Сергей Гашников, Андрей Толкачев | 5 марта 2020     |
| Солнечные Зайчики отправились на пикник и взяли с собой много вкусных угощений. Один из Зайчиков ведет себя за столом неаккуратно и разбрасывает все вокруг. Даже самое главное угощение - огромный арбуз - оказывается под угрозой. |            |                          |                                |                                                  |                  |
| 110 | 6          | «Суперзайчик»            | Андрей Леденев, Марина Карпова | Андрей Леденев, Сергей Гашников, Андрей Толкачев | 19 марта 2020    |
| Большая темная туча закрыла от Солнца весь парк. Прогнать тучу пытается Кузя, который съев на завтрак специальные хрустящие суперхлопья становится Суперзайиком. |            |                          |                                |                                                  |                  |
| 111 | 7          | «День дурака»            | Андрей Леденев, Марина Карпова | Андрей Леденев, Сергей Гашников, Андрей Толкачев | 26 марта 2020    |
| День дурака самый веселый праздник. Кузя весь день подшучивает на друзьями, но и они приготовили для Кузи особенный розыгрыш. |            |                          |                                |                                                  |                  |
| 112 | 8          | «Шоколадная Пасха»       | Андрей Леденев, Марина Карпова | Андрей Леденев, Сергей Гашников, Андрей Толкачев | 9 апреля 2020    |
| Каждый год на Пасху Солнечные Зайчики отправляются в парк за своими любимыми шоколадными кроликами. Большие и маленькие, в блестящей золотой фольге. Они такие милые и симпатичные, что хочется собрать их всех. |            |                          |                                |                                                  |                  |
| 113 | 9          | «Привет, S-Marty!»       | Андрей Леденев, Марина Карпова | Андрей Леденев, Сергей Гашников, Андрей Толкачев | 23 апреля 2020   |
| В солнечном парке появляется новый обитатель - универсальный робот по имени S-Marty. В отличие от непоседливых Солнечных Зайчиков, он очень аккуратный и пунктуальный. Всё должно быть одинаково покрашено, аккуратно подстрижено, ровно уложено. Но Солнечные Зайчики могут найти подход даже к занудному роботу.                                              |            |                          |                                |                                                  |                  |
| 114 | 10         | «Веселый тир»            | Андрей Леденев, Марина Карпова | Андрей Леденев, Сергей Гашников, Андрей Толкачев | 14 мая 2020      |
| Кузя и Бу самые меткие зайчики во всем мире. Но чтобы выяснить, кто из них самый меткий и точный, Солнечные зайчики прилетели в веселый парковый тир. |            |                          |                                |                                                  |                  |
| 115 | 11         | «Парикмахеры»            | Андрей Леденев, Марина Карпова | Андрей Леденев, Сергей Гашников, Андрей Толкачев | 28 мая 2020      |
| Светик и Ириска хотят стать настоящими парикмахерами, чтобы делать модные и стильные прически. Но им постоянно мешают чрезмерно смешливые друзья. И поэтому прически оказываются такими же смешными и причудливыми. |            |                          |                                |                                                  |                  |
| 116 | 12         | «Делу время, потехе час» | Андрей Леденев, Марина Карпова | Андрей Леденев, Сергей Гашников, Андрей Толкачев | 11 июня 2020     |
| Солнечные зайчики очень шустрые, но даже они не могут заниматься двумя делами одновременно. У зайчиков есть специальные часы с громким звонком. Часы показывают, когда играть, когда учиться, когда есть и когда спать. Однако не все зайчики следуют строгому распорядку дня.                                                                                  |            |                          |                                |                                                  |                  |
| 117 | 13         | «Обожаю селфи!»          | Андрей Леденев, Марина Карпова | Андрей Леденев, Сергей Гашников, Андрей Толкачев | 25 июня 2020     |
| Светик очень любит фотографироваться. Ей везде надо сделать селфи! Но внезапно фотографирование становится совсем небезопасным занятием. |            |                          |                                |                                                  |                  |
| 118 | 14         | «Время отдыха»           | Андрей Леденев, Марина Карпова | Андрей Леденев, Сергей Гашников, Андрей Толкачев | 9 июля 2020      |
| Любишь отдыхать с удобствами, тогда полюби таскать с собой вещи для комфортного отдыха. Практичные Светик и Ириска сразу принесли с собой огромные корзины с необходимыми вещами. Там и солнечные очки, и зонтики, и коктейли. Они постарались, и теперь спокойно загорают у бассейна. А вот непоседливый Кузя все время бегает за каждой вещью по отдельности. |            |                          |                                |                                                  |                  |
| 119 | 15         | «Волшебная книга»        | Андрей Леденев, Марина Карпова | Андрей Леденев, Сергей Гашников, Андрей Толкачев | 30 июля 2020     |
| Солнечные Зайчики находят волшебную книгу, с помощью которой можно получить все что захочешь. Открыл книгу, и из нее волшебным образом вылетает футбольный мяч, перелистнул страницу, и у тебя появился быстрый скейт. Всем друзьям не терпится полистать эту чудесную книгу одновременно.                                                                      |            |                          |                                |                                                  |                  |
| 120 | 16         | «Домик на дереве»        | Андрей Леденев, Марина Карпова | Андрей Леденев, Сергей Гашников, Андрей Толкачев | 13 августа 2020  |
| Солнечные Зайчики нашли домик на дереве и пытаются до него добраться. |            |                          |                                |                                                  |                  |
| 121 | 17         | «Уборка в радость»       | Андрей Леденев, Марина Карпова | Андрей Леденев, Сергей Гашников, Андрей Толкачев | 27 августа 2020  |
| Солнечные Зайчики очень любят играть, но не очень любят убирать разбросанные игрушки. Хорошо, что у зайчиков есть знакомый робот Смарти. Он легко может объяснить друзьям, что уборка тоже веселое и увлекательное занятие. |            |                          |                                |                                                  |                  |
| 122 | 18         | «Кто живет в пещере?»    | Андрей Леденев, Марина Карпова | Андрей Леденев, Сергей Гашников, Андрей Толкачев | 10 сентября 2020 |
| Солнечные Зайчики пытаются узнать, кто живет в таинственной пещере. |            |                          |                                |                                                  |                  |
| 123 | 19         | «День рождения Турбо»    | Андрей Леденев, Марина Карпова | Андрей Леденев, Сергей Гашников, Андрей Толкачев | 24 сентября 2020 |
| Солнечные Зайчики готовятся отмечать День рождения своего друга Турбо. Полянка украшена, торт на столе, подарки спрятаны, все ждут появления именинника. И пусть вечеринка началась совсем не так, как было задумано, ничто не сможет испортить праздник Солнечным Зайчикам.                                                                                    |            |                          |                                |                                                  |                  |
| 124 | 20         | «Не беспокоить»          | Андрей Леденев, Марина Карпова | Андрей Леденев, Сергей Гашников, Андрей Толкачев | 8 октября 2020   |
| Турбо пытается медитировать, а его друзья мешают ему своими озорными и громкими играми. Что делать в такой ситуации? Остается взять в лапы волшебную палочку и разобраться с озорниками. |            |                          |                                |                                                  |                  |
| 125 | 21         | «Сладость или гадость»   | Андрей Леденев, Марина Карпова | Андрей Леденев, Сергей Гашников, Андрей Толкачев | 22 октября 2020  |
| Близится хэллоуин. Робот Смарти печет аппетитное печенье, а Солнечные зайчики наряжаются в смешные праздничные костюмы, что напугать робота и получить в подарок угощение. Сладость или гадость? |            |                          |                                |                                                  |                  |
| 126 | 22         | «Шапки, шляпки и фрисби» | Андрей Леденев, Марина Карпова | Андрей Леденев, Сергей Гашников, Андрей Толкачев | 5 ноября 2020    |
| В парке прекрасная солнечная погода. Солнечные зайчики как обычно заняты своими делами. Девочки складывают пазл, Бу рисует, Турбо играет на гитаре. Только неугомонный Кузя зовет своих друзей играть с фрисби. |            |                          |                                |                                                  |                  |
| 127 | 23         | «Мегакукуруза»           | Андрей Леденев, Марина Карпова | Андрей Леденев, Сергей Гашников, Андрей Толкачев | 19 ноября 2020   |
| В солнечном парке в аппарате для попкорна закончились кукурузные зерна. Но Солнечные зайчики придумали, как вырастить высоченную кукурузу и приготовить из нее огромное ведро ароматного попкорна. |            |                          |                                |                                                  |                  |
| 128 | 24         | «Берегись динозавра!»    | Андрей Леденев, Марина Карпова | Андрей Леденев, Сергей Гашников, Андрей Толкачев | 3 декабря 2020   |
| Солнечные зайчики приходят в исторический музей. Смотритель музея - робот Смарти - просит маленьких посетителей вести себя прилично. Но Солнечные зайчики начинают баловаться, и конечно же попадают в дурацкую ситуацию. |            |                          |                                |                                                  |                  |
| 129 | 25         | «Книжка - раскраска»     | Андрей Леденев, Марина Карпова | Андрей Леденев, Сергей Гашников, Андрей Толкачев | 17 декабря 2020  |
| Солнечные зайчики раскрашивают картинки волшебными карандашами. |            |                          |                                |                                                  |                  |
| 130 | 26         | «Разноцветное угощение»  | Андрей Леденев, Марина Карпова | Андрей Леденев, Сергей Гашников, Андрей Толкачев | 24 декабря 2020  |
| Случилось так, что из-за своих шалостей Солнечные зайчики потеряли яркие цвета и стали совсем бесцветными. Но друзья находят выход и из этой ситуации. |            |                          |                                |                                                  |                  |

### Сезон 6
| № | № в сезоне | Название                          | Режиссёр                       | Автор сценария                                   | Дата премьеры    |
| --- | ---------- | --------------------------------- | ------------------------------ | ------------------------------------------------ | ---------------- |
| 131 | 1          | «Прыжки с трамплина»              | Андрей Леденев, Марина Карпова | Андрей Леденев, Сергей Гашников, Андрей Толкачев | 21 января 2021   |
| Прыжки на лыжах с трамплина - новое увлечение Солнечных зайчиков. Даже их лучший друг, робот Смарти, присоединяется к друзьям. Но маленьким спортсменам надо быть очень внимательными, чтобы не попасть в большой снежный сугроб. |            |                                   |                                |                                                  |                  |
| 132 | 2          | «Маленькие детективы»             | Андрей Леденев, Марина Карпова | Андрей Леденев, Сергей Гашников, Андрей Толкачев | 4 февраля 2021   |
| Ириска потеряла свой любимый бантик. Друзья не любят видеть, когда она плачет, поэтому изовсех сил пытаются помочь найти его. |            |                                   |                                |                                                  |                  |
| 133 | 3          | «Уборка в день Святого Валентина» | Андрей Леденев, Марина Карпова | Андрей Леденев, Сергей Гашников, Андрей Толкачев | 11 февраля 2021  |
| Как обычно Солнечные зайчики украшают парк к Дню святого Валентина. Они отовсюду расклеивают и развешивают бумажные сердечки. Но робот, занимающийся уборкой парка, не понимает смысла этих украшательств: любая бумажка, даже если это бумажное украшение - это мусор! |            |                                   |                                |                                                  |                  |
| 134 | 4          | «Маленьким вход воспрещен»        | Андрей Леденев, Марина Карпова | Андрей Леденев, Сергей Гашников, Андрей Толкачев | 4 марта 2021     |
| Оказывается, в дальнем уголке парке спряталась карусель, на которую не пускают маленьких зайчиков, таких как малыш Кузя. Но Кузя находит безопасный способ покататься на новой карусели. |            |                                   |                                |                                                  |                  |
| 135 | 5          | «Бабочка и волан»                 | Андрей Леденев, Марина Карпова | Андрей Леденев, Сергей Гашников, Андрей Толкачев | 25 марта 2021    |
| Светик и Ириска хотят поймать и сфотографировать бабочку. Однако, сделать это оказывается не просто. |            |                                   |                                |                                                  |                  |
| 136 | 6          | «Упавшая звезда»                  | Андрей Леденев, Марина Карпова | Андрей Леденев, Сергей Гашников, Андрей Толкачев | 8 апреля 2021    |
| Когда с неба падает звезда, можно загадать желание. Большой Бу загадал вкусный пончик. Но звезду необходимо вернуть на небо, чтобы другие тоже смогли загадать желания. |            |                                   |                                |                                                  |                  |
| 137 | 7          | «Кто самый ловкий?»               | Андрей Леденев, Марина Карпова | Андрей Леденев, Сергей Гашников, Андрей Толкачев | 22 апреля 2021   |
| Солнечные зайчики устраивают соревнования по преодолению самой сложной в мире полосы препятствий. За их состязаниями наблюдает робот Смарти. Он всегда готов прийти на помощь своим друзьям. |            |                                   |                                |                                                  |                  |
| 138 | 8          | «Скутер для Большого Бу»          | Андрей Леденев, Марина Карпова | Андрей Леденев, Сергей Гашников, Андрей Толкачев | 6 мая 2021       |
| Солнечные зайчики обожают кататься на роликах и скейтах. Большой Бу приезжает на гироскутере, на котором все хотят прокатиться. |            |                                   |                                |                                                  |                  |
| 139 | 9          | «Маленькие строители»             | Андрей Леденев, Марина Карпова | Андрей Леденев, Сергей Гашников, Андрей Толкачев | 20 мая 2021      |
| Солнечные зайчики хотят построить дом, чтобы там жить. Ириска и Светик построили дом из воздушных шаров, но они улетели. Девочки стали плакать. Большой Бу и Кузя построили шалаш из больших прутьев, но всё развалилось. Светик и Ириска опять расстроились. Вскоре Турбо построил прекрасный надёжный дом из кирпичей, но в нём не оказалось окон и дверей. Ириска и Светик опять заплакали, но Бу воспользовался пушкой и несколькими кирпичами, чтобы там появились окна и дверь. Солнечные зайчики обрадовались и стали жить в этом прелестном и уютном доме. |            |                                   |                                |                                                  |                  |
| 140 | 10         | «Картина»                         | Андрей Леденев, Марина Карпова | Андрей Леденев, Сергей Гашников, Андрей Толкачев | 3 июня 2021      |
| В художественном музее все должно быть ровно и правильно развешено на стенах, точно и педантично расставлено по своим местам. За этим следит самый аккуратный и строгий смотритель робот Смарти. Но веселые посетители музея Солнечные зайчики не всегда ведут себя тихо и соблюдают порядок. |            |                                   |                                |                                                  |                  |
| 141 | 11         | «Сказка о морковке»               | Андрей Леденев, Марина Карпова | Андрей Леденев, Сергей Гашников, Андрей Толкачев | 17 июня 2021     |
| На солнечной ферме Солнечные зайчики вырастили богатый урожай и теперь проводят конкурс на самый большой овощ. Только у маленького Кузи выросла маленькая морковка. Но он все равно намерен победить. |            |                                   |                                |                                                  |                  |
| 142 | 12         | «Джинн»                           | Андрей Леденев, Марина Карпова | Андрей Леденев, Сергей Гашников, Андрей Толкачев | 1 июля 2021      |
| Любопытные Солнечные зайчики нашли старинную лампу и случайно ее потерли. Когда рассеялись клубы волшебного розового дыма, друзья увидели сказочного джинна. Им оказался Большой Бу! Солнечные зайчики загадывают желания. |            |                                   |                                |                                                  |                  |
| 143 | 13         | «Группа "Солнышко"»               | Андрей Леденев, Марина Карпова | Андрей Леденев, Сергей Гашников, Андрей Толкачев | 15 июля 2021     |
| Солнечные зайчики устраивают концерт совей группы "Солнышко". |            |                                   |                                |                                                  |                  |
| 144 | 14         | «Mузыка для всех»                 | Андрей Леденев, Марина Карпова | Андрей Леденев, Сергей Гашников, Андрей Толкачев | 29 июля 2021     |
| Солнечные зайчики любят заниматься спортом под музыку. Ириска и Светик предпочитают спокойную мелодию для занятий йогой. Бу любит бегать под быстрый танцевальный ритм. А Кузя и Турбо хотят поиграть в бадминтон, слушая кантри. Какая музыка подойдет для всех? Конечно же любимая песенка Солнечных зайчиков. Она нравится всем! |            |                                   |                                |                                                  |                  |
| 145 | 15         | «День рождения Ириски»            | Андрей Леденев, Марина Карпова | Андрей Леденев, Сергей Гашников, Андрей Толкачев | 12 августа 2021  |
| Именинница Ириска ждет в гости своих друзей. Они приготовила для них вкуснейший торт. Но торт внезапно убегает от гостей. Солнечным зайчикам надо поймать шустрое угощение и разобраться, что происходит. |            |                                   |                                |                                                  |                  |
| 146 | 16         | «Пазл»                            | Андрей Леденев, Марина Карпова | Андрей Леденев, Сергей Гашников, Андрей Толкачев | 26 августа 2021  |
| Ириска и Светик самые быстрые на свете складыватели пазлов. Они могут сложить любой, самый сложный пазл из миллиона частичек. Но вот беда: не хватает одной последней частички. Но смышленые девочки находят решение и этой задачи. |            |                                   |                                |                                                  |                  |
| 147 | 17         | «Магнитто»                        | Андрей Леденев, Марина Карпова | Андрей Леденев, Сергей Гашников, Андрей Толкачев | 9 сентября 2021  |
| Сила притяжения - непреодолимая сила. Почти такая же непреодолимая, как желание Солнечных зайчиков достать сладкие леденцы из аппарата. Главное - правильно приложить эту силу, и леденцы у вас в кармане. |            |                                   |                                |                                                  |                  |
| 148 | 18         | «Снегурочка»                      | Андрей Леденев, Марина Карпова | Андрей Леденев, Сергей Гашников, Андрей Толкачев | 23 сентября 2021 |
| Светик случайно становится обладательницей чудесного свойства - она может замораживать все вокруг. Теперь из сока можно делать фруктовый лед, из молока - мороженое, а из бассейна - каток. |            |                                   |                                |                                                  |                  |
| 149 | 19         | «Волшебная дудочка»               | Андрей Леденев, Марина Карпова | Андрей Леденев, Сергей Гашников, Андрей Толкачев | 7 октября 2021   |
| Кузя играет на волшебной дудочке, а его друзья пляшут без остановки. Однако у зайчиков есть вариант направить волшебную силу музыки на что-то более полезное. |            |                                   |                                |                                                  |                  |
| 150 | 20         | «Золушка»                         | Андрей Леденев, Марина Карпова | Андрей Леденев, Сергей Гашников, Андрей Толкачев | 28 октября 2021  |
| В канун Хеллоуина Солнечные зайчики собираются на праздничную дискотеку. Но неуклюжий Бу опрокидывает все корзины с фруктами. Он не может оставить все в беспорядке. Нужно разложить фрукты по корзинам, прежде чем отправиться развлекаться. Бу не успевает на карнавал и вызывает волшебную фею на помощь. |            |                                   |                                |                                                  |                  |
| 151 | 21         | «Человек-бубльгум»                | Андрей Леденев, Марина Карпова | Андрей Леденев, Сергей Гашников, Андрей Толкачев | 11 ноября 2021   |
| На свете существует человек-муравей, человек-паук и человек-жевательная резинка. Точнее сказать, Солнечный зайчик, который обладает удивительными свойствами перемещаться по парку при помощи жевательной резинки. |            |                                   |                                |                                                  |                  |
| 152 | 22         | «Волшебная лаборатория»           | Андрей Леденев, Марина Карпова | Андрей Леденев, Сергей Гашников, Андрей Толкачев | 2 декабря 2021   |
| Ириска - неутомимый изобретатель волшебных заклинаний. В своей волшебной лаборатории она создает новые порошки и снадобья. Только Кузя и Бу никак не научатся ими пользоваться и устраивают полный беспорядок. |            |                                   |                                |                                                  |                  |
| 153 | 23         | «Ёлка для инопланетян»            | Андрей Леденев, Марина Карпова | Андрей Леденев, Сергей Гашников, Андрей Толкачев | 18 декабря 2021  |
| В этом году Солнечные Зайчики украшают очень необычную новогоднюю ёлку. |            |                                   |                                |                                                  |                  |
| 154 | 24         | «Мумия»                           | Андрей Леденев, Марина Карпова | Андрей Леденев, Сергей Гашников, Андрей Толкачев | 30 декабря 2021  |
| В старом музее хранится старый саркофаг, а в нем лежит мумия. Кузя надевает наряд мумии и получает способность проходит сквозь стены. |            |                                   |                                |                                                  |                  |
| 155 | 25         | «Головокружительная карусель»     | Андрей Леденев, Марина Карпова | Андрей Леденев, Сергей Гашников, Андрей Толкачев | 13 января 2022   |
| Если долго кататься на карусели, то может закружиться голова. Но неутомимый Кузя не знает меры, и продолжает кружиться до тех пор, пока его друзья не останавливают карусель. |            |                                   |                                |                                                  |                  |
| 156 | 26         | «Волшебная маска»                 | Андрей Леденев, Марина Карпова | Андрей Леденев, Сергей Гашников, Андрей Толкачев | 3 февраля 2022   |
| В старом сундуке можно найти самые удивительные вещи. Старые игрушки, шляпа, погремушка... и волшебная маска. Оказывается, она может превратить кого угодно в Солнечного зайчика. |            |                                   |                                |                                                  |                  |

### Сезон 7
| № | № в сезоне | Название            | Режиссёр                       | Автор сценария                                   | Дата премьеры   |
| --- | ---------- | ------------------- | ------------------------------ | ------------------------------------------------ | --------------- |
| 157 | 2          | «Как стать большим» | Андрей Леденев, Марина Карпова | Андрей Леденев, Сергей Гашников, Андрей Толкачев | 17 февраля 2022 |
| Большой Бу и Турбо строят игрушечный замок. Но проказник Кузя нашел волшебную палочку и случайно уменьшил своих друзей. |            |                     |                                |                                                  |                 |

## Трансляции
| Страна             | Канал(-ы)                                                 | Премьера        | Название                      |
| ------------------ | --------------------------------------------------------- | --------------- | ----------------------------- |
| Австралия          | Disney Junior                                             | Март 17, 2017   | Sunny Bunnies                 |
| Бразилия           | Playkids                                                  | Ноябрь 17, 2017 | As Aventuras de Sunny Bunnies |
| CEEMA              | Disney Channel                                            | Апрель 1, 2017  | Sunny Bunnies                 |
| Китай              | Mango TV                                                  | Январь, 2018    | Sunny bunnies 阳光小兔兔      |
| Франция            | TF1 MYTF1 TFOU Max Piwi+                                  | Ноябрь 29, 2017 | Sunny Bunnies                 |
| Индия и СААРК      | Discovery Kids                                            | Ноябрь 20, 2017 | Sunny Bunnies                 |
| Япония             | Disney Channel                                            | Март 4, 2017    | Sunny Bunnies                 |
| Португалия и PALOP | Canal Panda                                               | Октябрь 1, 2016 | Sunny Bunnies                 |
| Россия и СНГ       | Карусель, JimJam, Мульт, Канал Disney, Ani и Мультимузыка | Декабрь 6, 2015 | Солнечные Зайчики             |
| Юго-Восточная Азия | Disney Junior                                             | Апрель 1, 2017  | Sunny Bunnies                 |
| Испания            | Disney XD Disney Channel                                  | Октябрь 1, 2016 | Sunny Bunnies                 |
| Великобритания     | Kidscast                                                  | 2018            | Sunny Bunnies                 |
| США                | Disney Jr App Disney Junior Disney Channel                | Апрель 1, 2017  | Sunny Bunnies                 |
| Западная Европа    | Disney Junior                                             | Июль 31, 2017   | Sunny Bunnies                 |
| Республика Корея   | SBS                                                       | 2019            | 써니 버니                     |
| Малайзия           | Astro Ceria                                               | 2023            | Bunnies Cerah                 |

## Награды
- 2019 XXIV Открытый Российский Фестиваль анимационного кино в Суздале — Диплом в категории «Лучший сериал» с формулировкой «за солнечный юмор» эпизоду «Солнечный гонщики» (сериал «Солнечные зайчики»), реж. Андрей Леденёв[1]